# Конгрегасьон-Идальго
Конгрегасьон-Идальго (исп. Congregación Hidalgo) — посёлок в юго-восточной части Мексики, на территории штата Веракрус. Входит в состав муниципалитета Акаюкан.

## Географическое положение
Конгрегасьон-Идальго расположен в юго-восточной части штата, на расстоянии приблизительно 265 километров к юго-востоку от города Халапа-Энрикеса, административного центра штата. Абсолютная высота — 82 метра над уровнем моря.

## Население
Согласно данным, полученным в ходе проведения официальной переписи 2005 года, в посёлке проживало 1242 человека (570 мужчин и 672 женщины). Насчитывалось 316 домов. По возрастному диапазону население распределилось следующим образом: 42 % — жители младше 18 лет, 50 % — между 18 и 59 годами и 8 % — в возрасте 60 лет и старше. Уровень грамотности среди жителей старше 15 лет составлял 84,8 %.
По данным переписи 2010 года, численность населения Конгрегасьон-Идальго составляла 1290 человек. Динамика численности населения посёлка по годам:
| 2000 | 2005 | 2010 |
| ---- | ---- | ---- |
| 1192 | 1242 | 1290 |